# روبرتو كاردينال
روبرتو كاردينال (بالإيطالية: Roberto Cardinale)‏ هو لاعب كرة قدم إيطالي في مركز الدفاع، ولد في 12 يونيو 1981 في بولينا تروكيا ‏ في إيطاليا. شارك مع منتخب إيطاليا تحت 20 سنة لكرة القدم ومنتخب إيطاليا تحت 21 سنة لكرة القدم. أما مع النوادي، فقد لعب مع نادي أفيلينو ونادي بيروجيا ونادي جيلا ونادي ريجينا ونادي ساليرنيتانا ونادي سبيزيا.